# Вілейський район
Віле́йський райо́н (біл. Вілейскі раён) — адміністративна одиниця на північному заході Мінської області, Білорусі. Адміністративний центр — місто Вілейка. Район утворений 15 січня 1940 року. Площа — 2,4 тисячі км². Населення — 57,1 тисяч чоловік (2006).
Район межує з Мядельським, Молодечненським, Мінським і Логойським районами Мінської, Докшицьким — Вітебської, Сморгонським — Гродненської областей Білорусі.

## Адміністративний поділ
В Вілейському районі налічується 404 населені пункти, з них Вілейка — місто. Всі села приналежні до 13-и сільських рад:
- В'язинська сільська рада → Березово • Буйли • Дуровичі • В'язинка • В'язинь • Ярмоличі • Єсманівці • Кобузи • Заозер'я • Кухти • Кучки • Латиголь • Левкове • Лісна • Лоєвщина • Лугові • Матчиці • Нестерки • Озерець • Петрашово • Понятичі • Розпілля • Редьковичі • Роговичі • Рибчанка • Ромейки • Седиця • Селище • Тригузи • Тяпинці • Фальки • Чехи • Щуки
- Іжовська сільська рада → Борове • Бересниха • Дворець • Застінки • Зеноново • Зольки • Іжа • Канатиха • Колодки • Королівці • Кулиха • Курники • Лісники • Лицевичі • Любки • Лядо • Макаричі • Муляри • Новодубове • Роличі • Слобода • Спягло • Стародубове • Тарасовичі • Шляпи • Ями • Вутки
- Довгиніська сільська рада → Борове • Бубни • Вітовці • Вардомичі • Вовколатка • Ворнівка • В'язовець • Габітація • Демидки • Довгиново • Єськівка • Заложино • Заброддя • Залозов'я • Замошшя • Зосино • Крупники • Коляди • Кути • Микулино • Мильча • Млечки • Мушинка • Небишине • Невиняни • Новосілки • Опеньки • Острів • Панкрати • Поня • Плебанці • Пожарниця • Рум'янські • Руччо • Річки • Сивці • Слобода • Солоне • Соснівщина • Станьки • Тонковичі • Черемушки • Юшківка • Язни • Ясюківка
- Іллінська сільська рада → Борсуки • Безводне • Бояри • Будище • Гороватка • Дворець • Забір'я • Заріччя • Ілля • Ільїнські Хутори • Капустино • Ковалі • Ковшевичі • Колодчино • Козли • Криниця 1 •Криниця 2 • Коритниця • Котовка • Леповщина • Ободівці • Вільхівка • Остюковичі • Партизанський • Судники • Соколи • Цегельня • Шарочиха
- Людвинівська сільська рада → Андоловщина • Орпа • Борові • Волоськи • Вовчки • Гедевичі • Горки • Глибенки • Горбачове • Гірське • Гуторівщина • Давидки • Добровичі • Єрхи • Заблощино • Задвір'я • Івашиновичі • Костики • Клесино • Кореківці • Костеневичі • Лотевичі • Леоновичі • Лозові • Людвиново • Малишки • Манихи • Новосілки • Озеродовичі • Ольшівці • Осташково • Підбереззя • Сервач • Сосенка • Субочі • Сутьки • Терешки
- Куранецька сільська рада → Балаші • Богданово • Вороничі • Галинове • Горидовичі • Городиловичі • Григорки • Губи • Дашківка • Жуковичі • Івонцевичі • Зимодри • Котловці • Куранець • Клини • Кулеши • Малькевичі • Литвинки • Новики • Осовець • Пликовичі • Путричі • Річки • Савино • Саковичі • Стражі • Трепалово • Устиновичі • Хоменці
- Любанська сільська рада → Бильцевичі • Будки • Довборове • Бутримово • Дядичі • Жовтки • Жерствянка • Журихи • Заозер'я • Казани • Карвели • Коловичі • Короткі • Червоний Берег • Кузьмичі • Ліски • Любань • Любовши • Новики • Нові Зимороди • Острови • Порса • Стебераки • Сівце • Сніжково • Студенки • Сухарі • Талуть • Туровщина • Цна • Цинцевичі
- Нарочанська сільська рада → Бабище • Борівці • Войдени • Гирі • Довге • Єлажичі • Єрмоличі • Заброддя • Ковалі • Кловсюти • Комаришки • Контанпілля • Кордон • Косичі • Красниця • Кузьмишки • Купля • Ляхівщина • Мацевичі • Мечаї • Мішути • Набережна • Нарочь • Новосади • Поромець-ΙΙ • Підклення • Попівці • Прінта • Родевичі • Ручиця • Руське Село • Уріччя
- Ольковицька сільська рада → Адамовщина • Заболоття • Затемінь • Кореневе • Крайські Пасіки • Криничино • Матьковські Пасіки • Матьківці • Морози • Вівсяники • Октябрське • Ольковичі • Переможець • Ракшиці • Рущиці • Сачівки • Скорода • Стайки • Старинки • Харьки • Ходоси • Юнцевичі
- Осиповицька сільська рада → Баранці • Глинне • Гостилове • Доманове • Дубище • Заспорня • Ізбино • Ілліщевичі • Копище • Комарі • Червоний Бережок • Кутьки • Мамаї • Ведмедене • Осинівка • Осиповичі • Приозерний • Роздори • Ручеві • Трепалово • Холянине • Цна • Шведи • Шиловичі.
- Рабунська сільська рада → Біловоротиця • Ставок • Грицуки • Кочанки • Кловсі • Комарі • Косута • Криве Село • Лейлове • Липневичі • Міхничі • Нестерки • Новосілки • Рабунь • Слипки • Татарівщина • Чижевичі.
- Стешицька сільська рада → Аношки • Бакуньки • Генеральчики • Гришковичі • Дубровка • Жари • Жизнова • Замошшя • Камінне • Кривознаки • Кумельщина • Погост • Поляны • Стахи • Стешиці • Юдевщина
- Хотеньчицька сільська рада → Борсуки • Батурино • Батюжино • Бережок • Борисівщина • Бригідово • Будьки • Веретейка • Верковляни • Владики • Дворець • Дубове • Дятлівка • Жердецькі • Жуківка • Забір'я • Загоряни • Заєльники • Залісся (хутір) • Залісся • Зачорна • Карповичі • Колодливо • Кравченки • Кулеші • Ледвени • Ловцевичі • Луковець • Ляхи • Малевичі • Мордаси • Нова Гута • Новосілки • Осинівка • Пасіки-1 • Пасіки-2 • Пеньківка • Петрилово • Плещани • Пов'язинь • Погребище • Полянка • Пуйтове • Рабці • Сербіно • Скалбище • Скоберець • Соколівка • Соколиний Кут • Старинка • Старинки • Студенець • Тесни • Хотеньчиці • Храмцово • Шашоки • Шипки • Щарка • Щеківщина • Юрківляни • Ямино.

## Географія
Поверхня переважно плоска, розташована в межах Нарочансько-Вілейської низини, на крайньому південному сході — Мінська піднесеність. Переважають висоти 150—180 м, максимальна — 257,4 м (південніше села Хотенчиці).
Середня температура січня −6,5 °C, липня 17,8 °C. Опадів 611 мм в рік.
Крупна річка Вілія з притоками Нароч, Спорня, Сервеч, Ілія. З Вілейського водосховища починається Вілейско-Мінська водна система.
Ліси (41 % території району) поширені повсюдно, переважають соснові і ялинові. В межах району частина Національного парку «Нарочанський». Мисливські угіддя зосереджені у Вілейських лісомисливському господарстві і мисливському господарстві БООР.
Геологічні пам'ятники природи республіканського значення:
- Річкинські горби (село Річки);
- оголення Синюха, Поповці (село Поповці);
- оголення Вінцентово (село Козли);
- валуни — Великий камінь Дворецький з ямками (село Палац);
- Кам'яні воли Стеберякські (село Стеберяки);
- Кам'яні воли Любковські (село Любки);
- Кам'яний віл Кузьмичевський (село Кузьмичі);
- Великий камінь Воротішин хрест (село Камено);
- Гомсин камінь Куренецький (село Куренець);
- Великий камінь Мішутський з ямками (село Мішути).

## Економіка

### Сільське господарство
Сільське господарство спеціалізується на молочно-м'ясному скотарстві, свинарстві, птахівництві, звірництві. Розвинене рибальство.
Є посіви зернових і кормових культур, льону, цукрового буряка, картоплі. Розвинене овочівництво.
У районі налічується 18 колгоспів, 6 радгоспів, 9 підприємств і організацій, обслуговуючих сільське господарство. Зайнято в сільському господарстві 5,5 тисяч чоловік. Загальна земельна площа колгоспів і радгоспів — 109,2 тисяч га з них 55,3 тисячі га — орних земель, 23,3 тисячі га — сінокосу і пасовищ.

### Промисловість
У районі налічується 11 промислових підприємств. Зокрема ВАТ "Склозавод «Залісся», Вілейський деревообробний комбінат, ВАТ «Вілейський гормолзавод», комбінат кооперативної промисловості, ВАТ «Буддеталі», хлібозавод, авторемонтний завод, завод «Зеніт», народне підприємство «Меблева фабрика», лісгосп, ВАТ «Вілейський комбікормовий завод».

### Транспорт
По території району проходить залізниця Полоцьк—Мінськ, автодороги Молодечно—Мядель—Нароч, Молодечно—Докшиці, Сморгонь—Вілейка.

## Соціальна сфера
У районі Вілейського водосховища, річок Вілія, Ілія, Сервеч розташована зона відпочинку республіканського значення Вілейка.
Також діють дитячий реабілітаційний-оздоровчий центр «Надія» з літнім туристський-оздоровчим палатковим табором «Джерело» (село Будище), бази відпочинку «Економіст» (село Будище), «Кароліна» (село Камено). Будинок мисливця (за 1 км на південний схід від села Ілля).

## ЗМІ
- «Рэгіянальная газета» (укр. Регіональна газета) — щотижнева суспільно-політична газета білоруською мовою.

## Пам'ятки
Пам'ятники повстанцям 1863—1864 років в селі Владики і на могилі жертв фашизму в селі Долгіново.
Збереглися пам'ятники архітектури:
- Свято-Іоанно-Хрестительська церква 1789 року в селі Баровці;
- Свято-Успенська церква (початок 20 століття);
- Костьол Різдва Пресвятої Діви Марії і садиба (друга половина 19 століття) в селі Вязинь;
- Долгиновський костьол святого Станіслава, Долгиновська Свято-Троїцька церква, Свято-Йосипівська церква (1922) і водяний млин (початок 20 століття) в селі Іжа;
- Свято-Ільїнська церква (початок 20 століття) і Костьол Пресвятого Серця Ісуса (кінець 19—початок 20 століття) в селі Ілля;
- Костеневицький костьол Непорочного Зачаття Діви Марії, церква (1756) в селі Костики;
- Свято-Петро-Павлівська церква (1868) в селі Косута;
- Свято-Різдво-Богородицька церква (1870) в селі Куренець;
- Свято-Миколаївська церква (1771) в селі Латиголь;
- церква (1866) в селі Мільча;
- Свято-Ільїнська церква (1882) в селі Нароч;
- Ольковицькій костьол Благовіщення Пресвятої Діви Марії, дзвіниця (кінець 18—початок 19 століття) в селі. Ольковичі;
- парк закладений в 1793 році в селі Остюковичі;
- Рабунська Свято-Успенська церква, Свято-Духовськая церква (19 століття) в селі Річки;
- Свято-Успенська церква (19 століття) в селі Ручиця;
- Каплиці (середина 18 століття і 19 століття) в селі. Ручиця;
- Свято-Успенська церква (1923) в селі Спягло.

## Персоналії
В населених пунктах району народились:
- Заблощина — письменник, мемуарист І. Ходько (1794—1861);
- Куренець — художник Л. А. Альперович (1874—1913);
- Цинцевичі — білоруський художник М. Ю. Силиванович (1834—1919);
- Вязинь — хімік, академік НАН Білорусі В. В. Свиридов (1931—2002);
- Долгиново — художник Ю. П. Герасименко-Жизневський (1948—1997).
- Філістовіч Іван Андрійович - учасник антирадянського руху спротиву, публіцист (1926-1952)